# Nyctemera distincta
Nyctemera distincta là một loài bướm đêm thuộc phân họ Arctiinae, họ Erebidae.